# 山本栄二 (外交官)

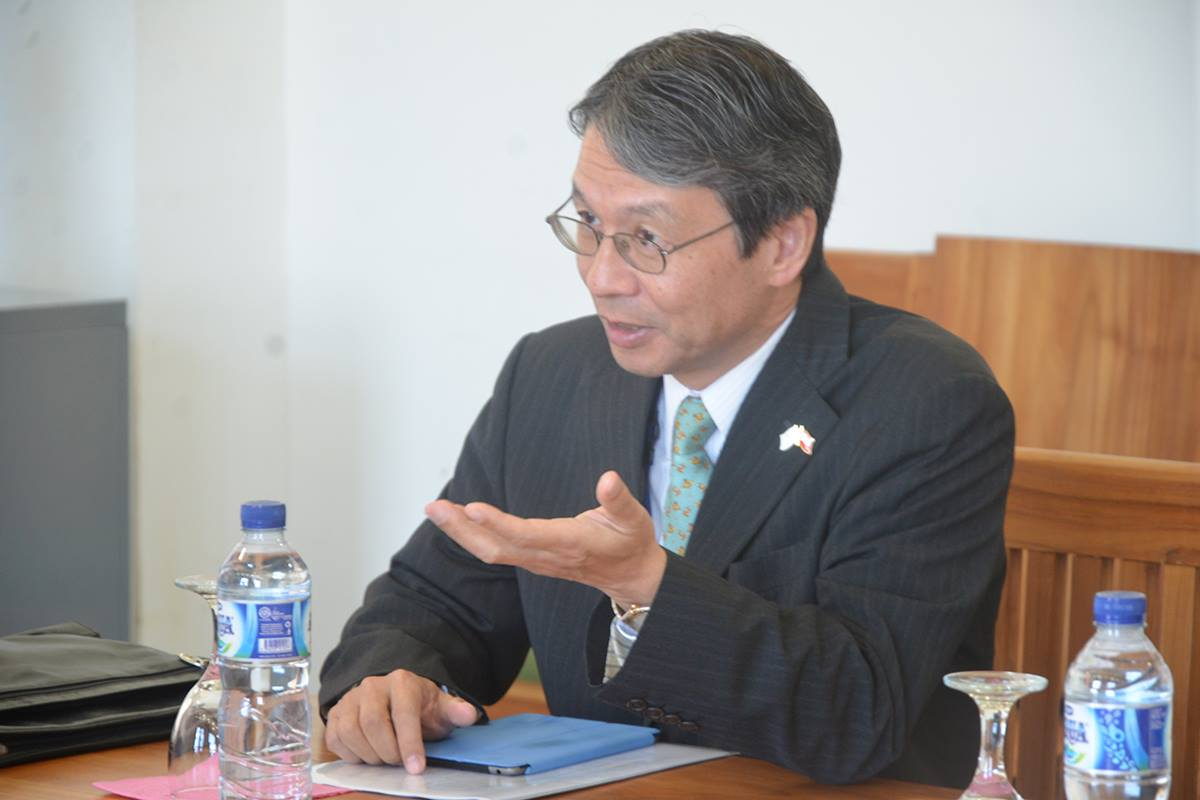
山本 栄二 (2016)

山本 栄二 （やまもと えいじ、1957年 - ）は、日本の外交官。内閣府経済社会総合研究所上席主任研究官、トロント総領事、駐東ティモール特命全権大使、国際テロ対策・組織犯罪対策協力担当特命全権大使を経て、駐ブルネイ特命全権大使。

## 経歴・経歴
大阪府出身。1980年創価大学法学部を第6期生として卒業し、外務省に入省。韓国語研修を受けたコリア・スクールで、1983年にハーバード大学修士課程修了後、延世大学校、ソウル大学校に留学。在大韓民国日本大使館二等書記官、外務省北東アジア課首席事務官、国際連合日本政府代表部一等書記官、外務大臣官房企画官、外務省国際情報局分析二課長、在カンボジア日本国大使館参事官、国際連合日本政府代表部公使、在大韓民国日本国大使館公使を経て、2007年内閣府経済社会総合研究所上席主任研究官。外務省大臣官房参事官（領事局兼国際協力局担当）、外務省大臣官房審議官（危機管理担当）を経て、2011年トロント総領事。2014年駐東ティモール特命全権大使。2017年特命全権大使（国際テロ対策・組織犯罪対策協力担当）。2018年兼特命全権大使（北極担当）。2019年駐ブルネイ特命全権大使。2022年創価大学客員教授。

## 同期入省
- 末松義規（12年内閣府副大臣・96年衆議院議員）
- 石井正文（17年インドネシア大使・13年国際法局長）
- 大村昌弘（17年フィジー大使）
- 川村裕（20年ノルウェー大使・18沖縄大使・14年コートジボワール大使）
- 越川和彦（16年JICA副理事長・14年スペイン大使・12年官房長）
- 鈴鹿光次（16年アフガニスタン大使）
- 鈴木康久（18年ニカラグア大使・16年レオン総領事）
- 山田文比古（08年東京外国語大学教授）
- 片上慶一（17年イタリア大使・16年外務審議官（経済担当））
- 北野充（14年ウィーン代表部大使・12年軍縮不拡散・科学部長・19年アイルランド大使）
- 石川和秀（14年フィリピン大使・12年南部アジア部長）
- 藤原聖也（14年アルジェリア大使）
- 山崎純（18年シンガポール大使・15年スウェーデン大使・14年儀典長）
- 渡邉正人（17年ブルガリア大使・15年バングラデシュ大使）
- 堀之内秀久（19年オランダ大使・16年カンボジア大使・14年ロサンゼルス総領事）
- 野田仁（18年ルーマニア大使・15年エクアドル大使）
- 髙橋礼一郎（18年オーストラリア大使・15年ニューヨーク総領事・11年アフガニスタン大使）
- 葉室和親（12年トンガ大使）
- 井出敬二（17年北極担当大使・13年クロアチア大使）
- 小原雅博（15年東京大学法学部教授・13年上海総領事）
- 須永和男（19年カタール大使・16年ASEAN大使）
- 姫野勉（17年ガーナ大使）
- 平石好伸（17年チリ大使・14年ジンバブエ大使）
- 水谷章（19年オーストリア大使・17年立命館アジア太平洋大学教授）
- 齊藤貢（18年イラン大使・15年オマーン大使）

## 著書
- 『現代韓国の変化と展望』、論創社、2008年10月[10]
- 『北朝鮮外交回顧録』、筑摩書房〈ちくま新書〉、2022年3月[11][12]